# Écoivres
Écoivres is een gemeente in het Franse departement Pas-de-Calais (regio Hauts-de-France). De gemeente telt 106 inwoners (2009) en maakt deel uit van het arrondissement Arras.

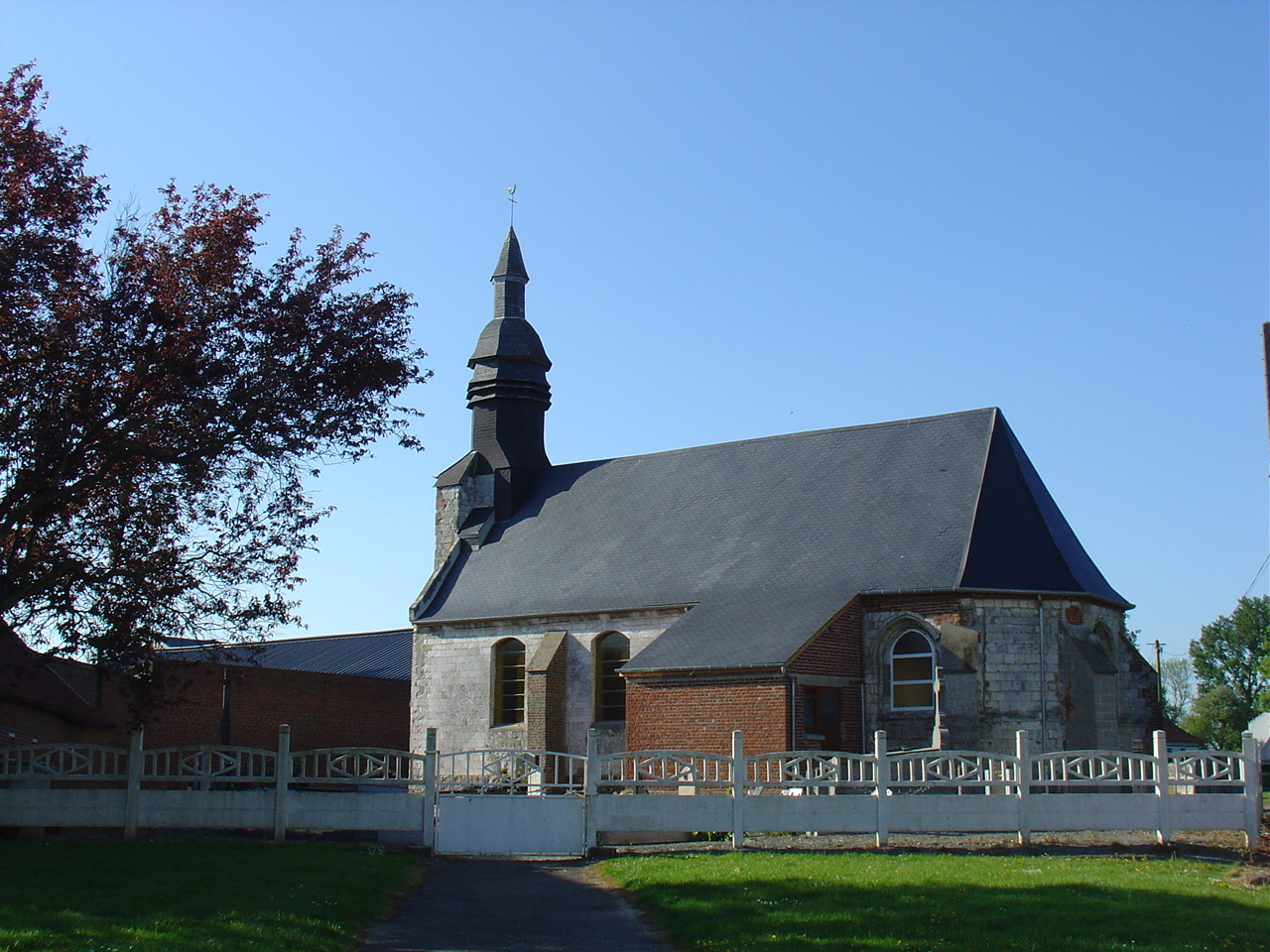
Église Notre-Dame

## Geografie
De oppervlakte van Écoivres bedraagt 2,2 km², de bevolkingsdichtheid is dus 48,2 inwoners per km².
De onderstaande kaart toont de ligging van Écoivres met de belangrijkste infrastructuur en aangrenzende gemeenten.

## Bezienswaardigheden
- De Église Notre-Dame. De kerkklok uit 1662 werd geklasseerd als monument historique in 1943.

## Demografie
Onderstaande figuur toont het verloop van het inwonertal (bron: INSEE-tellingen).